# Federação Internacional de Tênis
A Federação Internacional de Tênis (português brasileiro) ou Federação Internacional de Ténis (português europeu) (em inglês: International Tennis Federation; sigla: ITF) é o órgão regulador do tênis mundial, tênis em cadeira de rodas e tênis de praia. Foi fundada em 1913 como International Lawn Tennis Federation (ILTF) por doze associações nacionais de tênis. Em 2022, possui 213 países-membros e seis associações regionais.
As responsabilidades administrativas incluem manter e fazer cumprir as regras do tênis, regulamentar as competições internacionais por equipes, promover o jogo e preservar a integridade do esporte mediante programas antidoping e anticorrupção. Firma parceria com a Associação de Tenistas Profissionais (ATP) e a Associação de Tênis Feminino (WTA) para gerir o tênis profissional.
A ITF organiza os eventos do Grand Slam, as competições anuais por equipes para homens (Copa Davis) e mulheres (Copa Billie Jean King),
bem como eventos de tênis e tênis em cadeira de rodas nos Jogos Olímpicos e Paraolímpicos de Verão em nome do Comitê Olímpico Internacional (COI). Sanciona, nos torneios de tênis do Grand Slam e com circuitos próprios, outras abrangências: juvenis, cadeirantes e seniores. Também confecciona e comanda o calendário para torneios abaixo dos níveis ATP e WTA - de elite e challenger - masculino e feminino -, e o tênis de praia.

## História
Duane Williams, advogado americano que viveu na Suíça, é geralmente reconhecido como força motriz por trás da fundação da Federação Internacional de Tênis. Ele morreu no naufrágio do Titanic.
Originalmente chamada de International Lawn Tennis Federation (ILTF), a conferência inaugural foi realizada na sede da Union des Sociétés Françaises de Sports Athlétiques (USFSA), em Paris, em 1º de março de 1913, contando com a presença de 12 associações nacionais. Três países não puderam comparecer, mas solicitaram filiação. O direito a voto foi dividido com base na percepção da importância de cada país, com a Associação de Tênis Britânica (LTA) recebendo o máximo de seis votos.
A LTA obteve o direito perpétuo de organizar o World Grass Championships (como era chamado o Torneio de Wimbledon entre 1912 e 1924), o que levou à recusa da Associação de Tênis dos Estados Unidos (USLTA) em ingressar na ILTF, por considerar que essa responsabilidade deveria ser dada à Copa Davis. A França teve a permissão para sediar o evento World Hard Court Championships até 1916. Em paralelo, o World Covered Court Championships foi criado. A USLTA ingressou em 1923 com base em dois compromissos: a abolição do título World Championships e escrita sempre na língua inglesa. Uma nova categoria de torneios primordiais na Austrália, na França, na Inglaterra e nos Estados Unidos foi criada; e agora eram conhecidos como os quatro majors ou Grand Slam. Em 1924, a ILTF tornou-se a organização reconhecida como autoridade para controlar o tênis no mundo todo, introduzindo a legislação oficial, chamada de ILTF Rules of Tennis.
Em 1939, a ILTF tinha 59 nações associadas. Seu patrimônio foi transferido para Londres, durante a Segunda Guerra Mundial. A partir de então, a ITF foi administrada de lá. Ficou sediada no distrito de Wimbledon até 1987, quando se mudou para Barons Court, ao lado do Queen's Club. Em 1998, mudou-se novamente, para o Bank of England Sports Ground, em Roehampton, atual base de operações. Em 1977, a palavra Lawn (grama) foi retirada do nome da organização, em reconhecimento ao fato de que a maioria das competições de tênis não era mais disputada nesse piso.
Em resposta à invasão russa da Ucrânia em 2022, a ITF cancelou todos os eventos na Rússia. Também excluiu-a dos eventos por equipes, que incluem a Copa Davis, a Copa Billie Jean King e a ATP Cup, e suspendeu a Federação Russa de Tênis. No entanto, a ATP e a WTA se recusaram em ceder à pressão internacional de proibir os jogadores russos de competir individualmente. Os tenistas continuaram na ativa, mas sem sua bandeira nacional. Por ter apoiado a Rússia no conflito, as mesmas condições se deram com a Bielorrússia.

## Publicações
O anuário oficial se chama The ITF Year, e descreve as atividades da Federação nos últimos 12 meses. Substituiu o World of Tennis, que perdurou entre 1981 a 2001. Além disso, a ITF publica uma revista oficial três vezes por ano.

## Estrutura

Mapa-múndi mmostrando os países cujas associações nacionais de tênis são membros da ITF. As cores indicam as seis associações regionais.

### Associações regionais e nacionais
Em 2022, existem 213 associações nacionais afiliadas à ITF, das quais 148 são membros votantes e 63, membros associados. Os critérios para alocação de votos a cada membro votante são: desempenho em competições por equipes da ITF; classificações individuais no profissional (ATP/WTA), juvenil e cadeirantes; histórico na organização de torneios internacionais; e contribuição para a infraestrutura da ITF. Por exemplo, a França contava com 12 votos; o Canadá, 9; o Egito, 5; o Paquistão, 3; e Botswana, 1.
As associações regionais foram criadas em julho de 1975 como seis "associações supranacionais" (Europa, Ásia, África, América do Norte, América do Sul e Austrália), com o objetivo de diminuir a distância entre a ILTF e as associações nacionais. Elas evoluíram para as atuais, com números de filiados de 2013:
     Tênis Europa (TE) – 50 membros;
     Federação Asiática de Tênis (ATF) – 44 membros;
     Confederação de Tênis da América Central e do Caribe (COTECC) – 33 membros;
     Confederação Africana de Tênis (CAT) – 52 membros;
     Federação de Tênis da Oceania (OTF) – 20 membros;
     Confederação Sul-Americana de Tênis (COSAT) – 10 membros;
     Membros sem filiação regional (Canadá e Estados Unidos).

### Conselho administrativo
O presidente e o conselho administrativo são eleitos a cada quatro anos pelas associações nacionais. Os candidatos são indicados pelas mesmas e podem servir por até doze anos.
David Haggert foi reeleito presidente em setembro de 2023.
| Função                         | Nome                  | País           |
| ------------------------------ | --------------------- | -------------- |
| Presidente                     | David Haggerty        | Estados Unidos |
| Vice-presidente e tesoureiro   | TBA                   | TBA            |
| Vice-presidentes               | TBA                   | TBA            |
| Vice-presidentes               | TBA                   |                |
| Vice-presidentes               | TBA                   |                |
| Membros do conselho            | Carlos Bravo          | Costa Rica     |
| Membros do conselho            | Roger Davids          | Países Baixos  |
| Membros do conselho            | Jack Graham           | Canadá         |
| Membros do conselho            | Brian Hainline        | Estados Unidos |
| Membros do conselho            | Asa Hedin             | Suécia         |
| Membros do conselho            | Nao Kawatei           | Japão          |
| Membros do conselho            | Philip Mok            | Hong Kong      |
| Membros do conselho            | Salma Mouelhi Guizani | Tunísia        |
| Membros do conselho            | Lionel Ollinger       | França         |
| Membros do conselho            | David Rawlinson       | Grã-Bretanha   |
| Membros do conselho            | Jordi Tamayo de Winne | Espanha        |
| Membros do conselho            | Bulat Utemuratov      | Cazaquistão    |
| Membros do conselho            | Dietloff von Arnim    | Alemanha       |
| Membros do conselho            | Rafael Westrupp       | Brasil         |
| Membros do conselho de atletas | Mary Pierce           | França         |
| Membros do conselho de atletas | Mark Woodforde        | Austrália      |

### Histórico de presidentes
Os seguintes nomes serviram como presidentes da ITF:
| #  | Nome                     | Início | Fim      | País           |
| -- | ------------------------ | ------ | -------- | -------------- |
| 1  | Pierre Gillou            | 1938   | 1939     | França         |
| 2  | Charles Barde            | 1939   | 1946     | Suíça          |
| 3  | Paul de Borman           | 1946   | 1947     | Bélgica        |
| 4  | Pierre Gillou (2)        | 1947   | 1948     | França         |
| 5  | James Eaton Griffith     | 1948   | 1949     | Reino Unido    |
| 6  | Barclay Kingman          | 1949   | 1950     | Estados Unidos |
| 7  | Roy Youdale              | 1950   | 1951     | Austrália      |
| 8  | David Croll              | 1951   | 1952     | Países Baixos  |
| 9  | Charles Barde (2)        | 1952   | 1953     | Suíça          |
| 10 | James Eaton Griffith (2) | 1953   | 1954     | Reino Unido    |
| 11 | Barclay Kingman (2)      | 1954   | 1955     | Estados Unidos |
| 12 | Giorgio de Stefani       | 1955   | 1956     | Itália         |
| 13 | Roy Youdale (2)          | 1956   | 1957     | Austrália      |
| 14 | Robert N. Watt           | 1957   | 1958     | Canadá         |
| 15 | Charles Barde (3)        | 1958   | 1959     | Suíça          |
| 16 | James Eaton Griffith (3) | 1959   | 1960     | Reino Unido    |
| 17 | Jean Borotra             | 1960   | 1961     | França         |
| 18 | Roy Youdale (3)          | 1961   | 1962     | Austrália      |
| 19 | Giorgio de Stefani (2)   | 1962   | 1963     | Itália         |
| 20 | James Eaton Griffith (4) | 1963   | 1965     | Reino Unido    |
| 21 | Paulo da Silva Costa     | 1965   | 1967     | Brasil         |
| 22 | Giorgio de Stefani (3)   | 1967   | 1969     | Itália         |
| 23 | Ben Barnett              | 1969   | 1971     | Austrália      |
| 24 | Allan Heyman             | 1971   | 1974     | Dinamarca      |
| 25 | Walter Elcock            | 1974   | 1975     | Estados Unidos |
| 26 | Derek Hartwick           | 1975   | 1977     | Reino Unido    |
| 27 | Philippe Chatrier        | 1977   | 1991     | França         |
| 28 | Brian Tobin              | 1991   | 1999     | Austrália      |
| 29 | Francesco Ricci Bitti    | 1999   | 2015     | Itália         |
| 30 | David Haggerty           | 2015   | presente | Estados Unidos |

## Administração
A ITF é o órgão regulador mundial do tênis. Sua administração inclui as seguintes responsabilidades: fazer, alterar e garantir que se cumpra os itens do livro de regras; regulamentar as competições internacionais por equipes; promover o jogo de tênis; e preservar a integridade do tênis.
Por sua constituição, garante que o regulamento oficial "será sempre na língua inglesa". Um comitê dentro da Federação periodicamente recomenda a alteração de normas ao conselho administrativo. O livro de regras abrange a forma de jogo e a pontuação, o treinamento, as especificações técnicas dos equipamentos (por exemplo: bola, raquete, rede e quadra) e outras tecnologias (por exemplo: tecnologia de análise de jogadores). Engloba o tênis, o tênis em cadeira de rodas e o tênis de praia.
Por meio do Programa Antidoping do Tênis, a ITF implementa o Código Mundial Antidoping (da Agência Mundial Antidoping, ou WADA) para o tênis. As associações nacionais devem implementar o código dentro de sua jurisdição nacional, relatar violações a ITF e a WADA e comunicar anualmente sobre todos os testes realizados. O programa de antidoping no tênis começou em 1993 e se aplica a todos os jogadores que participam de competições sancionadas pela ITF, bem como torneios do circuito ATP e WTA. Em 2015, foram recolhidas: 2.514 amostras de homens e 1.919 amostras de mulheres; 2.256 amostras durante os torneios e 2.177 em outros momentos.
A Agência Internacional de Integridade do Tênis (ITIA) é uma iniciativa conjunta dos principais órgãos reguladores: a ITF, a Associação de Tenistas Profissionais (ATP), a Associação de Tênis Feminino (WTA) e o conselho dos torneios do Grand Slam. Formada em 2008 - como Unidade de Integridade do Tênis (TIU), e depois atualizada em 2021 - em resposta a desafios de corrupção relacionados a apostas, sua função é proteger o tênis de "todas as formas de práticas corruptas relacionadas a apostas", e nos esforços de antidoping.

## Competições

### Competições por equipes
A ITF opera as duas principais competições anuais por equipes internacionais no esporte, a Copa Davis para homens e a Copa Billie Jean King para mulheres. Sanciona também a Copa Hopman, torneio anual de equipes mistas. Organiza eventos de tênis e tênis em cadeira de rodas a quatro anos, nos Jogos Olímpicos e Paraolímpicos de Verão, respectivamente, em nome do Comitê Olímpico Internacional (COI).

#### Copa Davis
A Copa Davis, em homenagem ao seu fundador, Dwight F. Davis, é um evento anual por equipes representadas pelas nações, organizado pela ITF – desde 1979, quando substituiu o Comitê das Nações da Copa Davis como planejador do evento – no tênis masculino.
A primeira edição aconteceu em 1900, antes da formação da ITF. Desde 2019, o torneio se encerra na fase Finais, evento com 18 participantes (reduzido para 16 em 2022) realizado em um único local, previamente escolhido. Os confrontos começam dentro de grupos, oito avançam para as quartas de final, e as eliminações se seguem até definirem o campeão. Em 2021, esse estágio foi fragmentado: o mata-mata acontece no final da temporada, em uma única cidade; a fase de grupos se dá na semana reservada anterior, com cada grupo ocorrendo em uma localidade diferente – na Europa.
De 1981 a 2018, o grupo de elite era definido no Grupo Mundial: 16 países se enfrentavam no sistema de mata-mata ao longo do ano, em que cada confronto acontecia no país dos mandantes. Abaixo, os zonais (Américas, Europa/África e Ásia/Oceania) eram as divisões – até quatro de cada região – em que os vencedores ascendiam na temporada seguinte. Em 2019, um novo formato foi inserido, precisando de mais um ano para ser totalmente implantado. Neste, uma fase qualificatória define a maior parte dos participantes das Finais, que ocorre na conclusão da temporada. O Grupo Mundial foi inserido logo abaixo e dividido em I e II. Os zonais permaneceram intactos.
A cada ano, as equipes bem-sucedidas podem subir um nível, enquanto as equipes malsucedidas são rebaixadas. São destinadas quatro semanas por ano para o torneio, com intuito de causar o mínimo transforno ao calendário individual dos jogadores nos principais circuitos e incentivar a defesa das cores nacionais. Em cada confronto, uma combinação de partidas de simples e duplas são disputadas para determinar o time vencedor. Em 2022, 148 nações participaram, tornando-se a maior competição anual internacional por equipes do esporte.

#### Copa Billie Jean King
A Copa Billie Jean King é um evento anual organizado pela ITF no tênis feminino. Foi lançada em 1963 como Federation Cup – para comemorar o 50º aniversário da ITF –, abreviada para Fed Cup em 1995 e renomeada em 2020, a fim de homenagear Billie Jean King, a grande estrela do tênis.
O formato atual é parecido ao agora usado na Copa Davis, com um qualificatório precedendo as Finais - esta, com 12 equipes, ocorrendo em uma cidade-sede, iniciando na fase de grupos e definindo o campeão no mata-mata – no topo e os zonais (Américas, Europa/África e Ásia/Oceania), com suas divisões, na base. Entre as duas porções está a fase de play-offs, que reúne perdedores e vencedores do primeiro semestre, definindo quem disputará as vagas aos Finais do ano seguinte.
São destinadas três semanas por ano para o torneio, com intuito de causar o mínimo transforno ao calendário individual das jogadoras nos principais circuitos e incentivar a defesa das cores nacionais. Em cada confronto, uma combinação de partidas de simples e duplas são disputadas para determinar o time vencedor. Em 2022, 127 nações participaram, tornando-se a maior competição anual internacional por equipes no esporte feminino.

#### Copa Hopman
A Copa Hopman, em homenagem ao ex-tenista australiano Harry Hopman, é um evento anual de equipes disputado por seleções mistas. A primeira edição foi realizada em 1989; é reconhecida pela ITF desde 1997. Acontecia durante a primeira semana da temporada (final de dezembro ou início de janeiro), na Austrália. Oito nações eram convidadas, com um homem e uma mulher. Desafiavam-se dentro de seus grupos – dois com quatro times. Ao fim, os primeiros colocados faziam a final. Cada confronto contava com dois jogos de simples – um masculino e outro feminino – e fechava com duplas mistas.
Seu fim foi decretado em 2019. No entanto, o retorno está definido para 2023, em novas condições: no saibro francês, no início do segundo semestre, após o Torneio de Wimbledon, com seis países.

#### Jogos Olímpicos e Paraolímpicos
O tênis – na grama – fazia parte da programação dos Jogos Olímpicos de Verão desde a edição inaugural da era moderna, em 1896, mas foi abandonado após os Jogos de 1924 por causa de disputas entre a ITF e o Comitê Olímpico Internacional sobre permitir a participação de jogadores amadores. Depois de duas aparições como esporte de demonstração em 1968 e 1984, voltou oficialmente, distribuindo medalhas, na edição de 1988, e tem sido disputado desde então.
O tênis em cadeira de rodas foi disputado pela primeira vez nos Jogos Paraolímpicos de Verão como esporte de demonstração, em 1988, com a realização de simples masculino e simples feminino. Foi oficializado em 1992, e tem aparecido em todas as edições, desde então. De 1992 a 2000, quatro modalidades foram disputadas - os dois já citados e os de duplas. Em 2004, foram acrescentado mais duas - simples e duplas - para tetraplégicos (um gênero misto, embora dominado por homens, para jogadores com maiores restrições de mobilidade).

### Competições individuais
A ITF ratifica torneios de tênis do Grand Slam, bem como circuitos que abrangem faixas etárias (juvenil, profissional e sênior) e disciplinas (tênis em cadeira de rodas e tênis de praia). Além deles, mantém rankings para juvenis, seniores, cadeirantes e tênis de praia.

#### Torneios do Grand Slam
A ITF organiza e reconhece os "Torneios oficiais da Federação Internacional de Tênis", popularmente conhecidos como eventos do Grand Slam: o Australian Open, o Torneio de Roland Garros, o Torneio de Wimbledon e o US Open. Compõe o Comitê do Grand Slam, fornecendo suporte administrativo, de abitragem e de mídia.

#### Circuito profissional
A ITF organiza circuitos profissionais de entrada para homens e mulheres e intermediários para mulheres, como ponte entre os torneios juvenis e os de elite, organizados por ATP e WTA. Os torneios desse circuito estão abertos a todos os tenistas, com 14 anos ou mais, com base no mérito, e oferecem prêmios em dinheiro e pontos no ranking mundial para vitórias em chaves principais. Eles são de propriedade ou sancionados pelas associações nacionais e aprovados pela ITF.
Esses circuitos forem introduzidos em 1976 no tênis masculino, mas a ITF assumiu seu comando somente em 1990. Até 2006, ocorreram os torneios-satélites de quatro semanas, em que os participantes eram obrigados a competir do início ao fim. Em 1998, os eventos Futures de uma semana foram apresentados, embora estivessem programados em grupos geográficos similares de duas ou três semanas. Em 2022, foram realizados mais de 550 torneios do tipo em 70 países, com prêmios totais variando de US$ 15.000 a US$ 25.000. Eles representam o terceiro nível, abaixo dos challengers da ATP – de nível intermediário – e dos ATP – de nível superior.
O circuito feminino surgiu, sob a alçada da Federação, em 1984. Em 2022, incluiu mais de 500 torneios em 65 países, com prêmios totais que variavam entre US$ 15.000 e US$ 100.000. Engloba torneios de nível de entrada – até US$ 25.000 – e intermediário – até US$ 100.000. Situam-se abaixo dos challengers, chamados de WTA 125, e dos WTA, de nível superior.
O sistema foi reformulado em 2019, e recebeu o nome de ITF World Tennis Tour. Foi criado um ranking paralelo da Federação, cujos pontos são acumulados em competições de terceira nível. Com a nova configuração das categorias, o referencial mudou. Antes, diziam respeito à premiação total do evento. Atualmente, relaciona-se à pontuação do campeão.
- As competições masculinas eram chamadas de Future. Exemplo: um Future de US$ 25.000 tornou-se um M25;
- As femininas tinham o nome da ITF. Exemplo: um ITF de US$ 60.000 transformou-se em W60.

O tamanho dos circuitos da ITF se mantém. O masculino é menor que o feminino, pois a Federação gere, no primeiro, torneios que fornecem até 25 pontos ao campeão, enquanto no feminino, a pontuação vai até 100.

##### Os três níveis do tênis profissional
Nível (level) é um termo duplo usado em inglês tanto para o circuito como para as categorias dentro dos circuitos.
Os circuitos são divisões para o máximo de pontos que podem ser ganhos. O acúmulo de ponto em vários torneios geram posições no ranking. Quanto mais alta a classificação, mais circuitos e categorias o jogador tem acesso. 
O circuito challenger masculino possui diversas categorias e o nome oficial de ATP Challenger Tour. Já o feminino, pelo tamanho restrito de sua faixa, tem apenas uma categoria, que também é o nome do circuito - WTA 125.
| Circuito      | Masculino                   | Masculino   | Feminino                      | Feminino    |
| Circuito      | Nome                        | Organização | Nome                          | Organização |
| ------------- | --------------------------- | ----------- | ----------------------------- | ----------- |
| Elite         | Grand Slam                  | ITF         | Grand Slam                    | ITF         |
| Elite         | ATP Tour                    | ATP         | WTA Tour                      | WTA         |
| Intermediário | ATP Challenger Tour         | ATP         | WTA 125                       | WTA         |
| Entrada       | ITF Men's World Tennis Tour | ITF         | ITF Women's World Tennis Tour | ITF         |

##### Comparação entre circuitos
A referência se dá pela pontuação dada à/ao campeã(o) ao longo das categorias de todos os circuitos.
No ATP e no WTA Finals, 1500 é a pontuação máxima, já que eles possuem formato de disputa misto, em que quem levanta a taça pode, eventualmente, não ter uma campanha invicta na fase de grupos, o que lhe dará menos pontos no final.
| Gênero    | 2000       | 1500       | 1000             | 500     | 250     |
| --------- | ---------- | ---------- | ---------------- | ------- | ------- |
| Masculino | Grand Slam | ATP Finals | ATP Masters 1000 | ATP 500 | ATP 250 |
| Feminino  | WTA Finals | WTA 1000   | WTA 500          | WTA 250 |         |

| Gênero    | 175                | 125                | 100                | 75                | 50                | 35      | 25      | 15      |
| --------- | ------------------ | ------------------ | ------------------ | ----------------- | ----------------- | ------- | ------- | ------- |
| Masculino | ATP Challenger 175 | ATP Challenger 125 | ATP Challenger 100 | ATP Challenger 75 | ATP Challenger 50 | –       | ITF M25 | ITF M15 |
| Feminino  | –                  | WTA 125            | ITF W100           | ITF W75           | ITF W50           | ITF W35 | –       | ITF W15 |

     Circuito de elite
     Circuito intermediário – ou challenger
     Circuito de entrada – ou ITF

#### Circuito juvenil
Em 1977, a ITF organizou uma série de torneios internacionais de tênis para jogadores juvenis, de 18 anos ou menos. Em 2004, a Federação Internacional apresentou rankings juvenis combinados, em vez de manter classificações de simples e duplas separadas, no esforço de encorajar o jogo de duplas.
Conhecido atualmente como ITF World Tennis Tour Juniors, o circuito contou com 650 torneios em 140 países durante 2022. Em 2023, introduzirá novo sistema de categorias: JGS (Grand Slam) e J500 (as mais altas); J300, J200, J100, J60 e J30 (a mais baixa). Seu torneio de fim de temporada se chama ITF World Tour Junior Finals. O torneio por equipes foi lançado em 1985 como "Copa do Mundo da Juventude", para tenistas de 16 anos ou menos, até ganhar, em 2000, os nomes análogos às versões para adultos: Copa Davis Juvenil e Copa Billie Jean King Juvenil (esta, Fed Cup Juvenil até 2020).
A fim de ajudar as garotas de alto escalão na transição do circuito juvenil para o profissional, a ITF iniciou o Girls Junior Exempt Project em 1997. Nesse programa, o top 10 no final do ano recebem entrada direta no sorteio de chave principal em três eventos no circuito profissional da Federação do ano seguinte. Em 2006, foi estendido para rapazes, sob regras semelhantes.

#### Circuito sênior
Em 2022, foram realizados 502 torneios em 70 países. Em agosto, o circuito sênior passou a se chamar ITF World Masters Tour. O sistema de categorias apenas trocou o "S" pelo "MT", dispondo, entre os eventos regulares: MT1000 (a mais alta), MT700, MT400, MT200 e MT100 (a mais baixa). Acima de todos, o chamado "World Championships" refere-se ao torneio anual que reúne os melhores nos últimos doze meses. Em paralelo, há a divisão por faixas etárias – de 5 em cinco 5 anos, começando nos 30 e indo até os 90 anos –, por gênero – masculino e feminino – e modalidade – simples, duplas e duplas mistas.

#### Circuito de tênis em cadeira de rodas
O primeiro circuito foi formado em 1980 pela Fundação Nacional de Tênis em Cadeira de Rodas. Foram realizados dez torneios. Em 1992, organizado pela Federação Internacional de Tênis em Cadeira de Rodas (IWTF), o número aumentou para onze. Seis anos depois, essa entidade se fundiu com a ITF. Em 2022, o calendário contou com mais de 160 torneios em 40 países. Inclui competições do Grand Slam (o nível mais alto), Super Series, Série 1, 2 e 3, e os Future (o mais baixo), além dos juvenis; possui o torneio de fim de temporada (chamado de Masters) e a Copa do Mundo (World Team Cup), além de um sistema de rankings próprio.

#### Circuito de tênis de praia
Em 2008, a ITF assumiu a responsabilidade pelo desenvolvimento do tênis de praia e lançou o Beach Tennis Tour, que depois evoluiu para o ITF Beach Tennis World Tour. Começou com 14 torneios, e cresceu para mais de 300 em 37 países, mais de uma década depois. Inclui competições BT400/BTSS (o nível mais alto), BT200, BT100 e BT10 (o mais baixo). Divide-se em masculino e feminino, sempre em duplas; possui o torneio de fim de temporada (Championships), Copa do Mundo, Championships continentais e o juvenil, além de um sistema de rankings próprio.

## Prêmios e rankings

### Campeões mundiais
O ITF World Champions elege os melhores em várias disciplinas, com base em desempenhos ao longo da temporada, enfatizando os torneios do Grand Slam e os eventos por equipes, como a Copa Davis e a Copa Billie Jean King. São escolhidos por um júri da Federação. Os primeiros simplistas foram contemplados em 1978. Posteriormente, foram adicionados duplas, juvenis (em uma combinação de desempenho entre simples e duplas) e cadeirantes.
Os laureados geralmente coincidem com os rankings da ATP e da WTA de final de ano, mas nem sempre é o caso. Por exemplo, Jennifer Capriati foi a escolhida de 2001, quando venceu o Australian Open e o Torneio de Roland Garros, mas terminou o ano em segundo lugar. Lindsay Davenport, por outro lado, terminou a temporada na liderança, enquanto suas melhores campanhas em Slam foram duas semifinais.

### Prêmio Philippe Chatrier
O Prêmio Philippe Chatrier é uma honra anual para indivíduos ou organizações que fizeram contribuições excepcionais ao tênis globalmente, dentro e fora da quadra. Lançado em 1996, é considerado o maior reconhecimento da ITF, levando o nome do ex-tenista francês Philippe Chatrier, presidente da entidade entre 1977 e 1991.

### Rankings de nações
A ITF mantém rankings de nações no tênis masculino e feminino com base apenas em desempenhos recentes na Copa Davis e na Copa Billie Jean King, respectivamente. Eles são usados para definir os cabeças de chave no começo de cada ano em seus respectivos níveis.
O cálculo de ambos é semelhante, somando pontos dos últimos quatro anos, com pesos diferentes para cada período (quanto mais recente, mais pontos). Influe também a divisão/grupo em que se está (Finais, Grupo Mundial e Zonais), a rodada jogada e o ranking dos adversários enfrentados. Exclusivo no masculino, quem vence dentro de casa nos grupos mundias recebe pontos adicionais.
| Top 20 masculino final de 2023 (27 de novembro) | Top 20 masculino final de 2023 (27 de novembro) | Top 20 masculino final de 2023 (27 de novembro) | Top 20 masculino final de 2023 (27 de novembro) |
| Pos.                                            | País                                            | Pontos                                          | Confrontos                                      |
| ----------------------------------------------- | ----------------------------------------------- | ----------------------------------------------- | ----------------------------------------------- |
| 1º                                              | Itália                                          | 535,63                                          | 19                                              |
| 2º                                              | Canadá                                          | 534,38                                          | 19                                              |
| 3º                                              | Austrália                                       | 516,00                                          | 20                                              |
| 4º                                              | Espanha                                         | 463,75                                          | 15                                              |
| 5º                                              | Sérvia                                          | 445,38                                          | 17                                              |
| 6º                                              | Croácia                                         | 436,00                                          | 17                                              |
| 7º                                              | Grã-Bretanha                                    | 432,50                                          | 15                                              |
| 8º                                              | Alemanha                                        | 419,00                                          | 16                                              |
| 9º                                              | Países Baixos                                   | 405,44                                          | 15                                              |
| 10º                                             | Chéquia                                         | 390,38                                          | 12                                              |
| 11º                                             | Estados Unidos                                  | 385,50                                          | 14                                              |
| 12º                                             | Finlândia                                       | 373,25                                          | 11                                              |
| 13º                                             | França                                          | 364,75                                          | 12                                              |
| 14º                                             | Cazaquistão                                     | 355,25                                          | 13                                              |
| 15º                                             | Suécia                                          | 343,00                                          | 14                                              |
| 16º                                             | Chile                                           | 342,69                                          | 11                                              |
| 17º                                             | Bélgica                                         | 336,13                                          | 11                                              |
| 18º                                             | Coreia do Sul                                   | 331,38                                          | 11                                              |
| 19ª                                             | Argentina                                       | 329,25                                          | 11                                              |
| 20ª                                             | Colômbia                                        | 319,00                                          | 10                                              |
|                                                 |                                                 |                                                 |                                                 |
| 25º                                             | Brasil                                          | 303,75                                          | 8                                               |
| 26º                                             | Portugal                                        | 303,50                                          | 8                                               |

| Top 20 feminino final de 2023 (13 de novembro) | Top 20 feminino final de 2023 (13 de novembro) | Top 20 feminino final de 2023 (13 de novembro) | Top 20 feminino final de 2023 (13 de novembro) |
| Pos.                                           | País                                           | Pontos                                         | Confrontos                                     |
| ---------------------------------------------- | ---------------------------------------------- | ---------------------------------------------- | ---------------------------------------------- |
| 1º                                             | Canadá                                         | 1.117,07                                       | 14                                             |
| 2º                                             | Austrália                                      | 1.093,32                                       | 12                                             |
| 3º                                             | Suíça                                          | 1072,15                                        | 13                                             |
| 4º                                             | Chéquia                                        | 1.020,32                                       | 12                                             |
| 5º                                             | Itália                                         | 985,00                                         | 15                                             |
| 6º                                             | França                                         | 980,84                                         | 10                                             |
| 7º                                             | Espanha                                        | 974,04                                         | 11                                             |
| 8º                                             | Estados Unidos                                 | 881,94                                         | 12                                             |
| 9º                                             | Cazaquistão                                    | 864,57                                         | 12                                             |
| 10º                                            | Alemanha                                       | 804,52                                         | 10                                             |
| 11º                                            | Eslováquia                                     | 757,07                                         | 9                                              |
| 12º                                            | Roménia                                        | 702,27                                         | 8                                              |
| 13º                                            | Bélgica                                        | 682,50                                         | 10                                             |
| 14º                                            | Eslovénia                                      | 672,26                                         | 18                                             |
| 15º                                            | Grã-Bretanha                                   | 671,71                                         | 13                                             |
| 16º                                            | Brasil                                         | 670,78                                         | 14                                             |
| 17º                                            | Polónia                                        | 657,56                                         | 13                                             |
| 18º                                            | Ucrânia                                        | 653,93                                         | 12                                             |
| 19ª                                            | México                                         | 637,85                                         | 16                                             |
| 20ª                                            | Japão                                          | 608,85                                         | 16                                             |
|                                                |                                                |                                                |                                                |
| 50º                                            | Portugal                                       | 373,29                                         | 17                                             |

## Classificação e registro do jogador

### ITN
O Número Internacional de Tênis (ITN) é um sistema internacional de classificação que dá aos jogadores um número que representa seu nível geral de jogo. São classificados de ITN 1 (padrão ATP, WTA ou equivalente) a 10 (iniciantes).
Gráficos de conversão foram desenvolvidos, ligando o ITN a outros sistemas existentes nas nações da ITF e, com o tempo, espera-se que todos os tenistas do mundo tenham uma classificação.
Abaixo do ITN 10 existem mais 3 categorias ligadas a características atípicas envolvendo bolas mais lentas e tamanhos de quadra:
- 10.1 para jogadores que usam bolas verdes em quadra de tamanho oficial;
- 10.2 para jogadores que usam bolas laranja em quadra de 18 metros;
- 10.3 para jogadores que usam bolas vermelhas em quadra de 11 metros.

Uma vez que os jogadores possam "sacar, trocar bolas e pontuar", eles devem ter uma classificação para ajudá-los a encontrar adversários de nível semelhante para enfrentar.

### IPIN
No final de 2004, a ITF iniciou um novo programa, o IPIN (International Player Identification Number), que exige que todos os jogadores que disputam os torneios no circuito ITF se registrem online. Desde então, o uso do IPIN foi estendido para incluir os circuitos juvenl, sênior e em cadeira de rodas. O IPIN de um jogador, formado por 3 letras seguidas e de 7 números, é atribuído no momento do registro e não mudará durante o curso de sua carreira. Uma vez registrados, os jogadores podem usar o site do IPIN para entrar e sair de torneios da ITF, acessar informações e atualizações destes e ver detalhes relacionados a quaisquer transgressões no código de conduta. As taxas anuais para registro no IPIN variam de acordo com o circuito escolhido.

## Integridade
A ITF administra o Programa de Antidoping do Tênis (TADP) em nome do esporte e como signatária da WADA. Comandou, até 2020, o Programa Anticorrupção de Tênis (TACP) por meio da divisão de integridade operacionalmente independente, chamada de Unidade de Integridade do Tênis (TIU). Em 2021, a TIU foi substituíta pela Agência Internacional de Integridade do Tênis (ITIA), após uma análise mais abrangente sobre a corrupção no esporte. Em 2022, o TADP foi transferido para o ITIA.